# Saint-Martin-de-la-Brasque
Saint-Martin-de-la-Brasque är en kommun i departementet Vaucluse i regionen Provence-Alpes-Côte d'Azur i sydöstra Frankrike. Kommunen ligger i kantonen Pertuis som tillhör arrondissementet Apt. År 2022 hade Saint-Martin-de-la-Brasque 811 invånare.

## Befolkningsutveckling
Antalet invånare i kommunen Saint-Martin-de-la-Brasque
| Referens: INSEE |